# Anders Grönblad
Anders Grönblad, född 15 mars 1866 i Dannemora socken, död 9 oktober 1958 i Gävle, var en svensk metodistpastor.
Anders Grönblad var son till gruvförmannen Jan Grönblad. Han var 1882–1884 handelsbiträde i Uppsala. Grönblad grep under tiden här av en religiös väckelse, som 1883 fick honom att gå med i Metodistkyrkan där han tidigt blev en engagerad predikant. Han lyckades samla en grupp unga handelsbiträden och studenter i en kristlig förening som kom att bli grunden till KFUM i Uppsala, och gav upphov till en omfattande väckelse i den kringliggande landsbygden. Efter att ha genomgått Metodistkyrkans teologiska skola i Uppsala 1884–1886 var han 1886–1930 pastor vid ett tiotal metodistförsamlingar i Finland och Sverige, däribland i Helsingfors, Helsingborg, Stockholm, Örebro och Gävle. Åren 1894–1896 var han även föreståndare för Finlands norra distrikt. För sitt samfund lät Grönblad bygga flera kyrkor, bland annat Trefaldighetskyrkan, Örebro. Han ägnade sig främst åt ungdomsverksamheten och innehade flera förtroendeposter inom Metodistkyrkan. Därutöver verkade Grönblad 1912–1920 som föreläsare i Närkes folkbildningsförbund och var 1905 en av initiativtagarna till Stockholms evangeliska predikantförbund. Han var redaktör för tidningen Ungdomens vän 1901–1902 och Från helgedomen 1905–1906.